# Аладин
Аладин (арап. علاء الدين) је средњоисточне народна прича. Једна је од прича из збирке „Хиљаду и једна ноћ” и такође је једна од најпознатијих, иако је причу у збирку додао Француз Антона Галанд у 18. вијеку.

## Резиме радње
Аладин је сиромашни млади неспретњаковић који живи у „једном од градова Кине”. Он је регрутован од стране једног чаробњака из Магреба, који се сматра братом његовог покојног оца, Мустафе кројача, убеђујући Аладина и његову мајку у своју добро вољу претварајући се да ће запослити Аладина код богатог трговца. Прави чаробњаков мотив је да убеди Аладина да му донесе чаробну уљану лампу из чаробне пећине пуне замки. Након што га чаробњак покуша преварити, Аладин остаје заробљен у пећини. На срећу, Аладин још увек носи чаробни прстен који му је чаробњак дао. Протрљавши руке у очају, случајно протрља прстен и затим се јавља џин (натприродно биће) који га ослобађа из пећине и он се враћа мајци, носећи лампу са собом. Када је његова мајка покушала да очисти лампу, како би је могли продати за храну, јавља се далеко моћнији џин од онога у прстену, који је обавезан да уради све што му затражи особа која држи лампу.
Уз помоћ џина из лампе, Аладин постаје богат и моћан и жени се принцезом Бадрулбадур, султановом ћерком (након пропасти њеног брака са везировим сином). Џин саграђује Аладину и његовој жени палату, величанственију од султанове.
Чаробњак сазнаје за Аладинову добру срећу, и враћа се; ставља руке на лампу варајући Аладинову жену (која је несвесна лампине важности) нудећи јој у замену „нову лампу за стару”. Наређује џину да пренесе целу палату, заједно са свим садржајем у њој, његовом дому у Магребу. На срећу, Аладин још увек носи чаробни прстен и има могућност да призове слабијег џина. Џин из прстена није у могућности да директно поништи било коју магију коју је починио џин из лампе, али може да пренесе Аладина у Магреб где, уз помоћ лукавства његове жене враћа лампу и убија чаробњака, враћајући палату на првобитно место.
Чаробњаков моћнији и злокобнији брат, намеравајући да уништи Аладина због убиства брата, маскира се у старију жену познату по својим исцелитељским моћима. Бадрулбадур пада на ту маску и наређује „жени” да остане у њеној палати у случају избијања болести. Аладина џин упозорава на претњу и он убија уљеза. Након тога, сви живе срећно до краја живота, а Аладин наслеђује тастов престо.

## Поставка
Почетне реченице приче, како у Галандовој тако и у Бертоновој верзији, постављају је у „један од градова Кине“. С друге стране, у остатку приче практично нема ничега што није у складу са блискоисточним окружењем. На пример, владар се помиње као „султан“, а не као „цар“, као у неким препричавањима, а људи у причи су муслимани и њихов разговор је испуњен муслиманским флоскулама. Јеврејски трговац купује Аладинову робу, али се не помињу будисти, таоисти или конфучијанци.
Због свега овога, спекулације о „правом“ кинеском окружењу зависе од знања о Кини које приповедач народне приче (за разлику од географског стручњака) можда не поседује. У раној арапској употреби, познато је да је Кина коришћена у апстрактном смислу за означавање егзотичне, далеке земље.

## Мотиви и варијанте

### Тип приче
Прича о Аладину је класификована у индексу Арне–Томпсон–Утер као прича типа АТУ 561, „Аладин“, према лику. У Индексу, прича о Аладину се налази поред два слична типа прича: АТУ 560, Чаробни прстен, и АТУ 562, Дух у плавој светлости. Све приче говоре о несрећном и осиромашеном дечаку или војнику, који пронађе магични предмет (прстен, лампу, кресиво) који испуњава његове жеље. У овој врсти приче, магични предмет је украден, али на крају враћен захваљујући употреби другог магичног предмета.

### Дистрибуција
Од свог појављивања у Хиљаду и једној ноћи, прича се интегрисала у усмену традицију. Научници Тон Декер и Тео Медер пронашли су варијанте широм Европе и Блиског истока.
Потврђена је индијска варијанта, под називом Чаробна лампа и прикупљена међу народом Сантала.

## Занимљивости
Премда се у причи наводи Кина као земља у којој се радња одвија, јасно је да је аутор намјерно одабрао ову далеку и Арапима потпуно непознату источноазијску земљу ради додавања егзотичних нијанси самој нарацији. У причи, сви ликови имају арапска имена, "кинески" владар је типични арапски султан, начин живота и географија перфектно осликавају Блиски исток тог времена и нимало не подсјећају на Кину. Сви културни елементи у нарацији су арапски, често се може чути како се ликови заклињу Алахом, а и џинови представљају мотив из арапске митологије. Према томе, изгледа да наратор малтене није о Кини знао ништа, једино је знао да је то далека и културно потпуно различита земља од тадашњег арапског свијета, па ју је узео као средиште нарације како би унио више егзотике.